# Theta Arae
Theta Arae (θ Ara, θ Arae) é uma estrela na constelação de Ara. Tem uma magnitude aparente de +3,67, sendo vísivel a olho nu. Com base em sua paralaxe de 4,01 milissegundos de arco, está a aproximadamente 810 anos-luz (249 parsecs) da Terra.
É uma estrela supergigante com uma classificação estelar de B2 Ib. Tem cerca de nove vezes a massa do Sol e mais de 20 vezes o raio solar. Sua atmosfera externa tem uma temperatura efetiva de 17 231 K; muito mais quente que a do Sol. Com essa temperatura, possui a coloração azul-branca típica de estrelas de classe B.